# John Brickell
John Brickell (Condado de Louth, 1749 - Savannah, 22 de diciembre de 1809) fue un médico, botánico, y explorador irlandés, que se ciudadanizó estadounidense.

## Algunas publicaciones

### Libros
- 1797. The Natural History of North Carolina: With an Account of the Trade, Manners, and Customs of the Christian and Indian Inhabitants. 442 pp. ISBN 1-104-91967-2

## Epónimos
- (Asteraceae) Brickellia Elliott[2]